# طاها زارعی
طاها زارعی یک بازیکن فوتبال اهل ایران است که در پست دروازه‌بان بازی می کند.